# M barré
M barré (majuscule : M, minuscule : m) est une lettre additionnelle de l’alphabet latin utilisée dans l’écriture du resígaro.
Cette lettre est formée d’un M diacrité avec une barre inscrite. Elle n’est pas à confondre avec le symbole du millième de dollar ‹ ₥ ›.

## Utilisation
Dans l’inscription épigraphique latine CIL IX 1276, le M barré a été utilisé comme symbole abréviatif pour menses,.

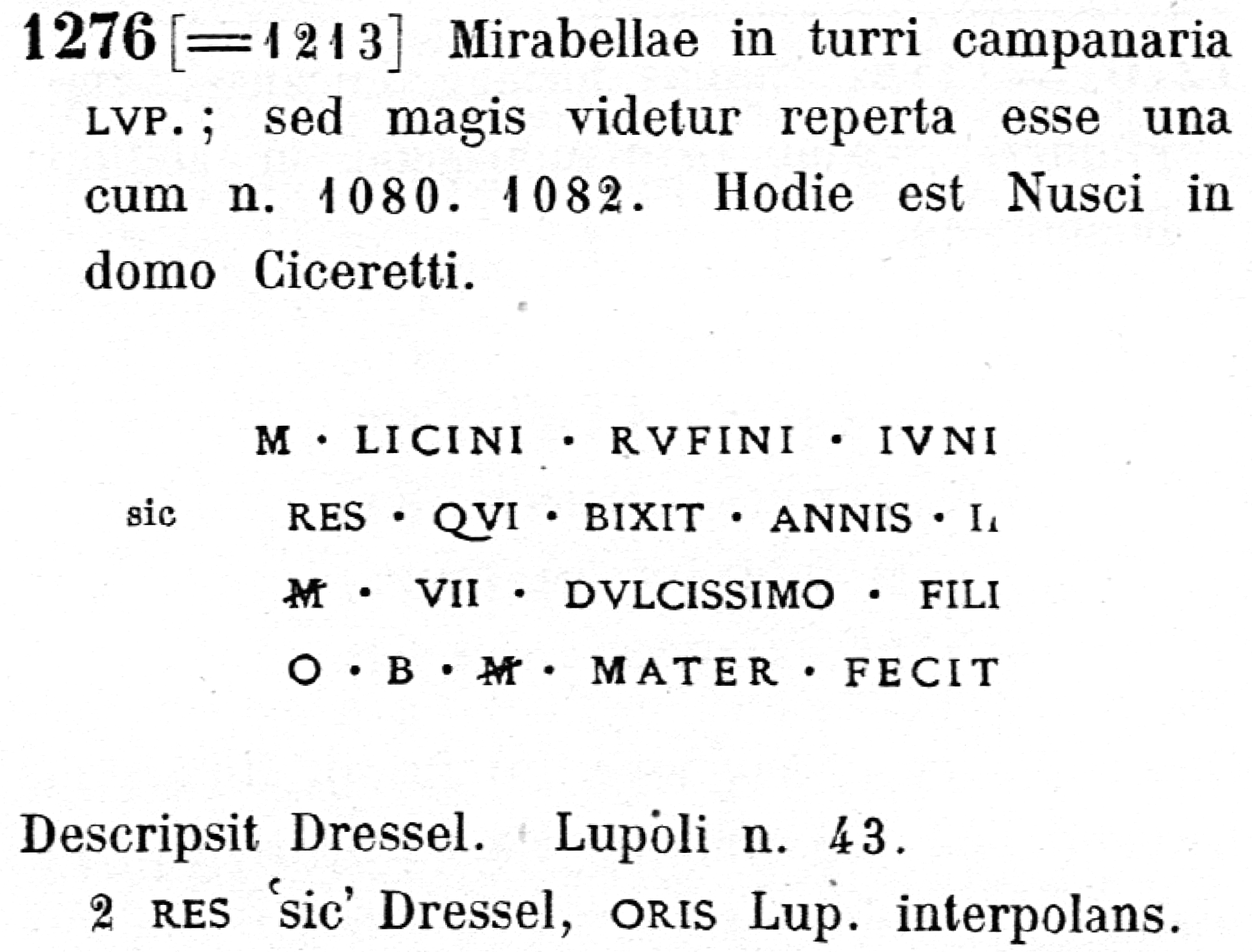
Reproduction de l’inscription CIL IX 1276.

Le M barré est utilisé dans la notation atomique de Jöns Jacob Berzelius, utilisé à partir de 1827 au XIXe siècle, où les symboles avec une lettre initiale barrée représentent deux atomes, notamment dans Mg et Mn pour deux atomes de magnésium et deux atomes de manganèse,.
Le M barré est utilisé pour représenter une consonne nasale bilabiale voisée préglottalisée [ʔm] dans l’orthographe jaraï utilisée par Pierre-Bernard Lafont dans quelques publications de l’École française d’Extrême-Orient des années 1960,.
Dans les travaux de Trevor R. Allin sur le resígaro publié dans les années 1970, le m barré ‹ m › est utilisé pour transcrire une consonne nasale bilabiale dévoisée [m̥].
Ábel Kráľ (sk) utilise le m barré dans son système de transcription du slovaque, notamment utilisé dans Pravidlá slovenskej výslovnosti (sk) publié en 1984, celle-ci représente une consonne nasale labio-dentale voisée [ɱ].
Le système de transcription du Linguistic Atlas of the Middle and South Atlantic States utilise le m barré ‹ m › ainsi que d’autres lettres barrés pour représenter les consonnes vélarisées, c’-est-à-dire [mˠ]. Cependant, d’autres ouvrages du Linguistic Atlas Project (en) utilisent plutôt le m tilde inscrit ‹ ᵯ ›.
En 2005 et 2009, Frank Seidel utilise le m barré ‹ m ›, ainsi que le ɱ barré ‹ ɱ › le n barré ‹ n ›, et le ŋ barré ‹ ŋ ›, dans la transcription de langues bantoues de la Bande de Caprivi,.
En 2006, Hank Nater utilise le m barré dans la transcription du tahltan pour représenter la consonne nasale bilabiale dévoisée [m̥].
Jan Hoogland utilise le M barré ‹ m › pour transcrire le m emphatique, c’est-à-dire la consonne nasale bilabiale voisée pharyngalisé [mˤ] dans The Routledge Introductory Course in Moroccan Arabic publié en 2018.

## Représentation informatique
Le m barré n’a pas de représentation informatique standardisée. Il peut être présenté à l’aide de formatage sur la lettre M ‹ M, m › ou en combinant la lettre M avec une diacritique barre courte couvrante ‹ M̵, m̵ › ou un diacritique barre longue couvrante ‹ M̶, m̶ ›.